# Titanic (film 1915)
Titanic è un film del 1915 diretto da Pier Angelo Mazzolotti, conosciuto anche col titolo Acciaio formidabile. È un cortometraggio incentrato sul ritrovamento di un minerale chiamato Titanic (non ha quindi alcuna relazione con il naufragio dell'RMS Titanic avvenuto tre anni prima).